# Dichromodes schistacearia
Dichromodes schistacearia är en fjärilsart som beskrevs av Walker 1861. Dichromodes schistacearia ingår i släktet Dichromodes och familjen mätare. Inga underarter finns listade i Catalogue of Life.